# Daihatsu Mira Cocoa
Daihatsu Mira Cocoa (яп. ダイハツ・ミラココア, хепбёрн Daihatsu Mira Kokoa) — кей-кар, выпускавшийся с 2009 по 2018 год японской компанией Daihatsu. Название «Cocoa» происходит от какао-бобов.

## Описание
Daihatsu Mira Cocoa, основанный на L275 Mira, пришёл на смену Mira Gino. Он был запущен в производство в августе 2009 года, однако продажи автомобиля начались в сентябре того же года.
Mira Cocoa выпускался в комплектациях L, X, Plus L, Plus X и Plus G. В движение автомобиль приводился трёхцилиндровым бензиновым двигателем KF-VE объёмом 658 см3, мощностью 38 кВт (51 л. с.). Коробка передач — четырёхступенчатая автоматическая или бесступенчатая. Основным конкурентом являлся Suzuki Alto Lapin.
В марте 2018 года автомобиль был снят с производства.

## Галерея

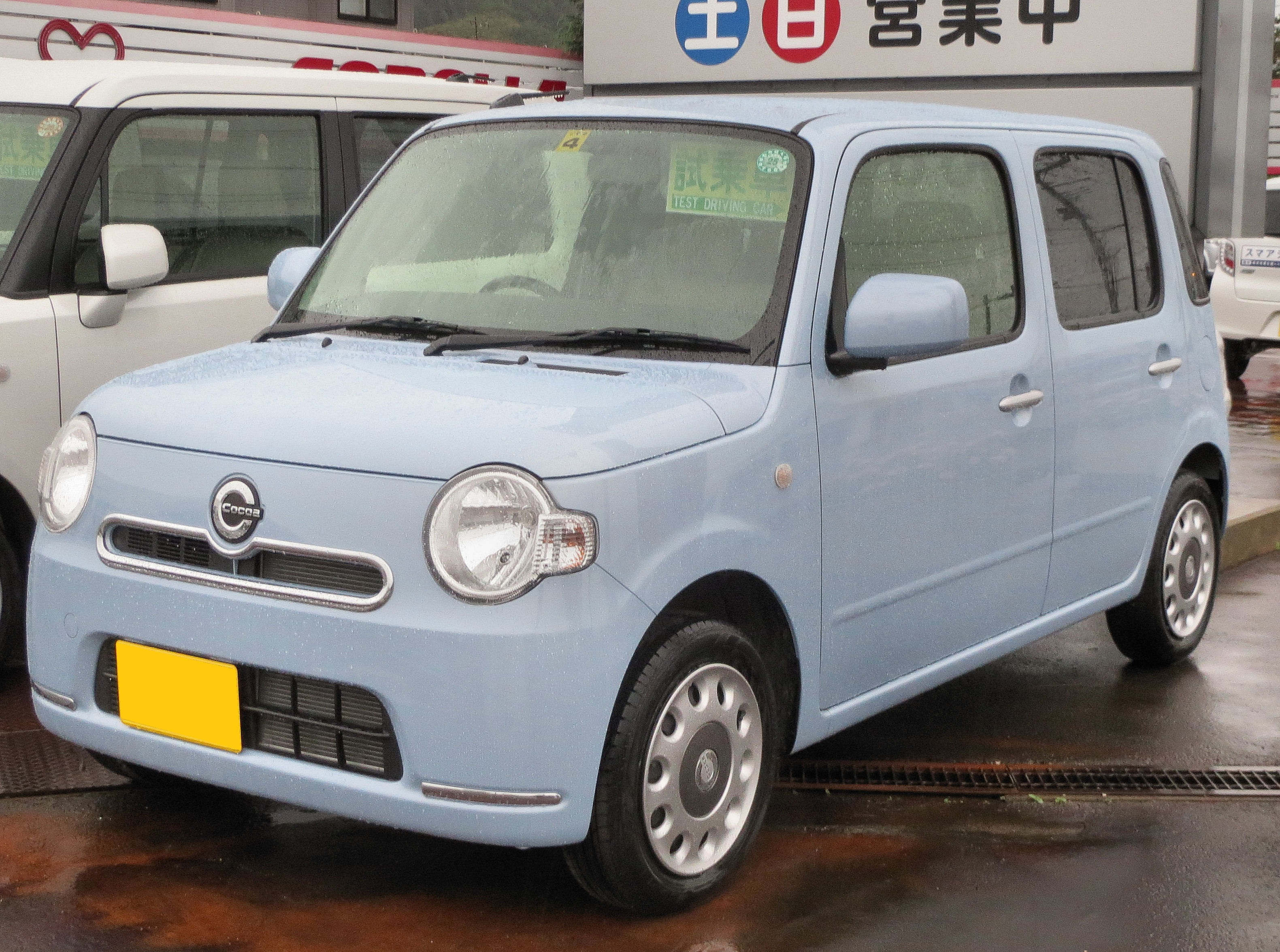
Mira Cocoa X 4WD (L685S)
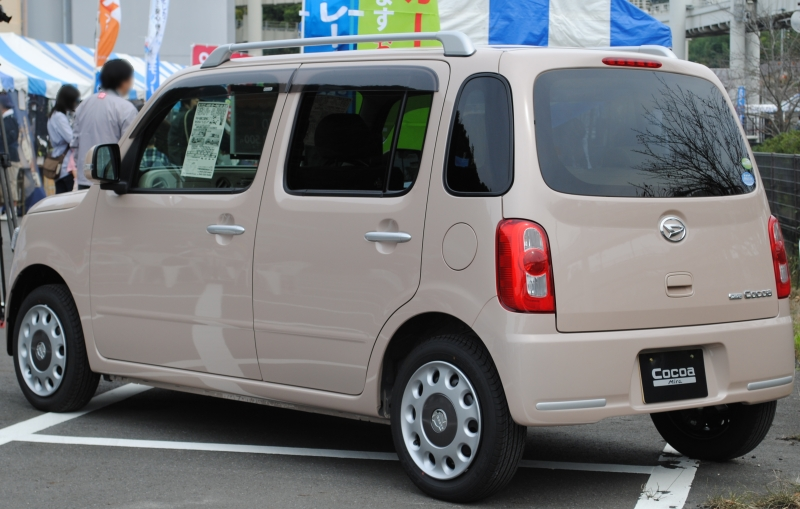
Вид сзади
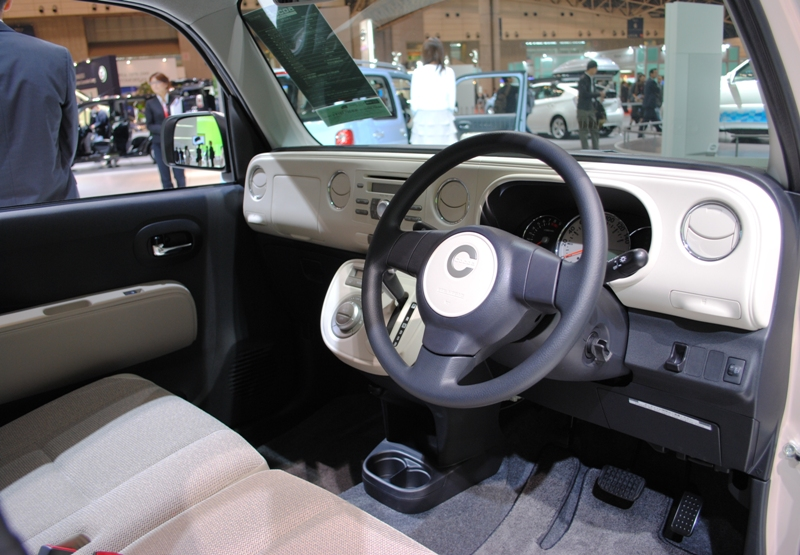
Интерьер